# 2013年成都市反对PX项目事件
2013年成都市反对PX项目事件发生于2013年5月4日至5日，為成都市民针对成都PX项目进行的一系列反对活动。为了防范游行示威活动，成都警方开展了突发事件“实战演练”，實際上为全城戒备。因此，更多的成都市民在新浪微博上表达了反对，美国广播公司、《华盛顿邮报》及美国全国公共广播电台等外國媒體都有报道此事件。

## 事件缘由

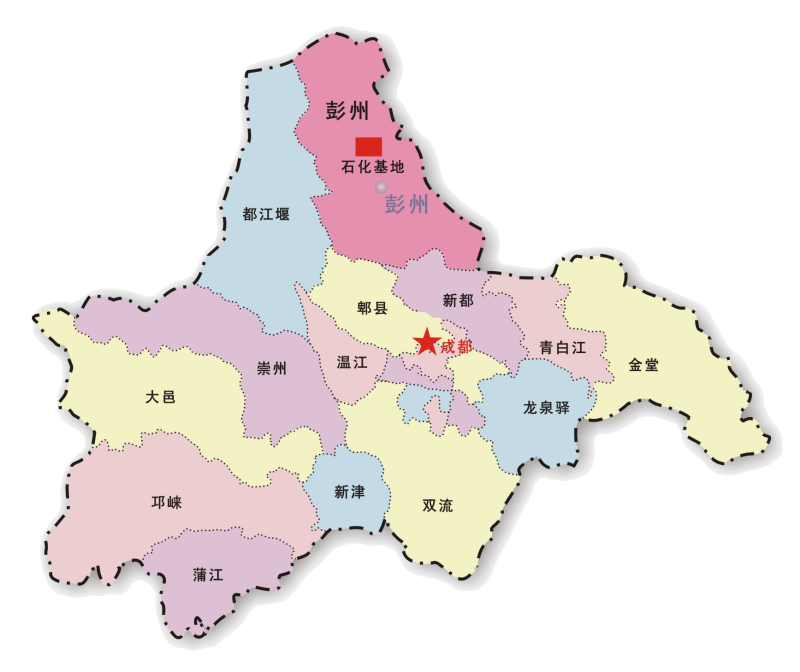
石化基地位置

成都PX项目是中国石油四川石化有限责任公司投资兴建的炼化一体化项目的一部分，又称为四川石化、彭州石化等。项目位于四川省成都市彭州市隆丰镇的四川石化基地，距离成都市区25英里（约合40千米），总投资400亿元，计划产能60万吨。另外，彭州石化项目还包括80万吨乙烯工程及千万吨炼油项目”。
成都PX项目始于2005年。2007年，该项目正式开始选址建设，并于2013年建成。

## 事件详情
|                        | How do you prevent protests in China? Move the weekend. |
| ——美国全国公共广播电台 |                                                         |

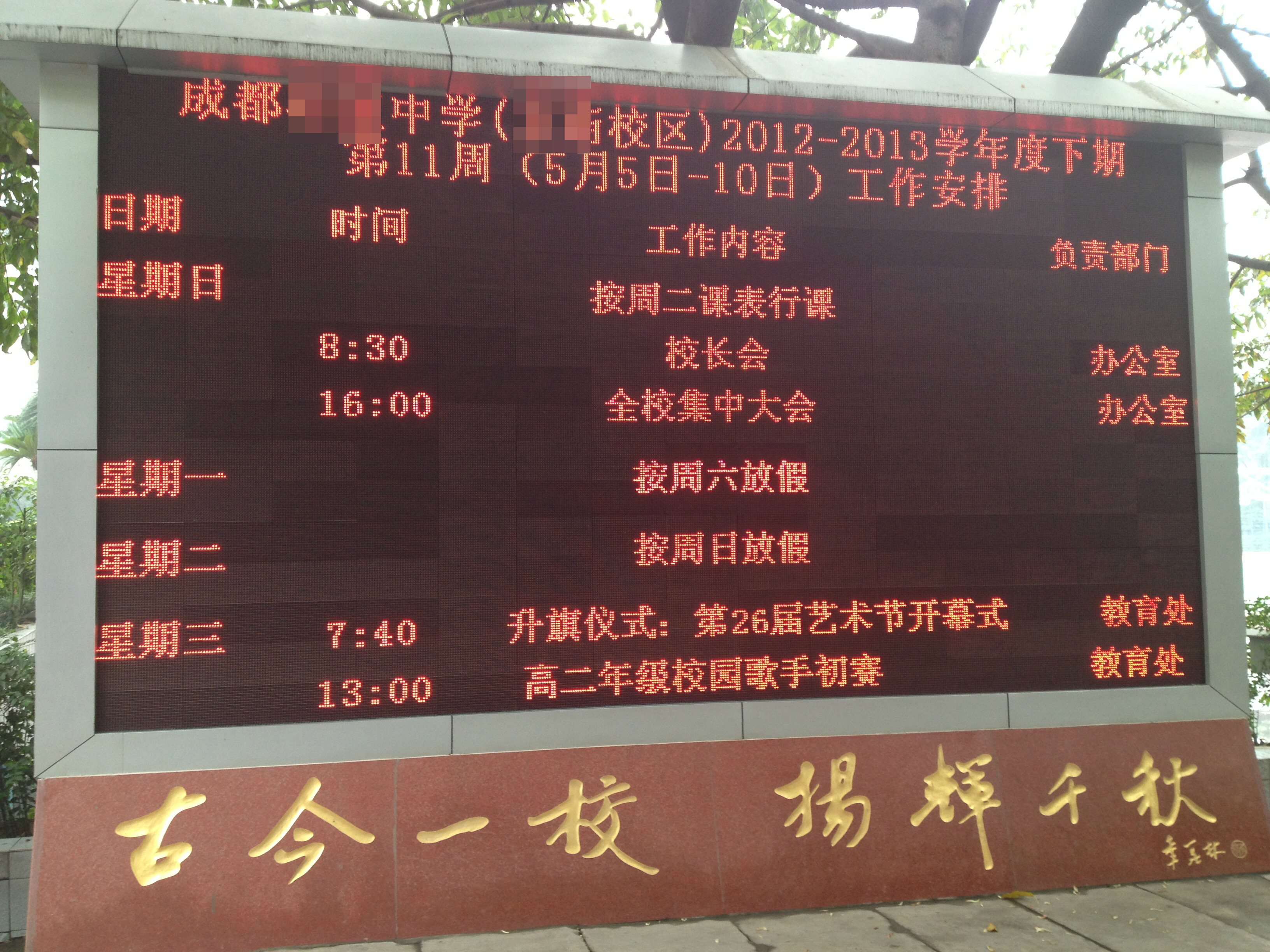
2013年5月5日，成都一所学校的公告牌。成都市政府为了防范可能发生的游行活动，安排当地学校在周末上课。

在石化项目遭到了民众的强烈反对后，成都市市委市政府于2013年4月29日表态：“对彭州石化项目，政府坚持在法定的正式验收之前，不允许企业生产，验收过程将对社会公开，邀请公众参与。”
因先前民间部分人士号召于5月4日在天府广场和九眼桥举行“散步”活动，加之成都即将举办财富全球论坛，所以，5月3日晚，成都市公安局宣布将于周末（5月4日和5日）举行“支援抗震救灾 创建平安成都”实战演练，此举被认为是防范5月4日可能出现的游行示威活动。当天晚上，四川石化连发三次声明，称选址彭州科学无害。
成都市政府将周六调整至了周一，后来又将周日调整至了周二。因此，5月4日和5日，成都市的学校要求学生上课，禁止学生参加游行示威。
5月4日当天，天府广场向游客关闭，广场周围每隔几米远就有警察把守。警方要求购买口罩需要实名，并要求印刷行业如果遇到复印和印刷涉及“人体健康、石化项目、彭州、PX环保”等词语的，要向派出所上报。
由于警方的维稳行动，抗议活动未能顺利进行。对此，成都市民在网络上表达了愤怒和抗议。从5月4日早晨开始，大量图片在新浪微博上传播。这些图片大多摄于天府广场、九眼桥等一些重点路段，从图片中可以看到，这些路段戒备森严。很多微博在数分钟内就被转发上百次。与此同时，成都市政府官方微博“平安成都”遭遇网民围攻。
5月5日晚，人民日报发布微博，呼吁对于成都事件应“缓冲意见分歧，达成社会和解，需要用包容心态存异求同，用协商对话取代对立对抗，”并称“这是公民试题，更是执政考题”。